# Deutscher Sportclub Arminia Bielefeld 2021-2022
Questa voce raccoglie le informazioni riguardanti il Deutscher Sportclub Arminia Bielefeld nelle competizioni ufficiali della stagione 2021-2022.

## Stagione
Nella stagione 2021-2022 l'Arminia Bielefeld, allenato da Frank Kramer e Marco Kostmann, concluse il campionato di Bundesliga al 17º posto. In Coppa di Germania l'Arminia Bielefeld fu eliminato al secondo turno dal Magonza.

## Rosa
| N. |                       | Ruolo | Calciatore        |
| -- | --------------------- | ----- | ----------------- |
| 1  | Germania (bandiera)   | P     | Stefan Ortega     |
| 2  | Germania (bandiera)   | D     | Amos Pieper       |
| 3  | Portogallo (bandiera) | D     | Guilherme Ramos   |
| 4  | Svezia (bandiera)     | D     | Joakim Nilsson    |
| 5  | Danimarca (bandiera)  | D     | Jacob Laursen     |
| 7  | Germania (bandiera)   | C     | Gonzalo Castro    |
| 8  | Austria (bandiera)    | C     | Alessandro Schöpf |
| 9  | Germania (bandiera)   | A     | Fabian Klos       |
| 10 | Francia (bandiera)    | A     | Bryan Lasme       |
| 11 | Giappone (bandiera)   | C     | Masaya Okugawa    |
| 13 | Grecia (bandiera)     | P     | Stefanos Kapino   |
| 15 | Belgio (bandiera)     | D     | Nathan de Medina  |
| 16 | Germania (bandiera)   | C     | Fabian Kunze      |
| 17 | Turchia (bandiera)    | C     | Burak İnce        |

| N. |                        | Ruolo | Calciatore           |
| -- | ---------------------- | ----- | -------------------- |
| 18 | Germania (bandiera)    | A     | Florian Krüger       |
| 19 | Austria (bandiera)     | C     | Manuel Prietl        |
| 20 | Austria (bandiera)     | C     | Patrick Wimmer       |
| 21 | Germania (bandiera)    | A     | Robin Hack           |
| 23 | Germania (bandiera)    | A     | Janni-Luca Serra     |
| 24 | Stati Uniti (bandiera) | D     | George Bello         |
| 27 | Svizzera (bandiera)    | D     | Cédric Brunner       |
| 30 | Panama (bandiera)      | D     | Andrés Andrade       |
| 35 | Germania (bandiera)    | P     | Arne Schulz          |
| 37 | Russia (bandiera)      | C     | Vladislav Cherny     |
| 39 | Grecia (bandiera)      | C     | Sebastian Vasiliadis |
| 40 | Germania (bandiera)    | D     | Kenson Bauer         |
| 41 | Germania (bandiera)    | C     | Cem-Ali Dogan        |
| 42 | Germania (bandiera)    | C     | Julian Frommann      |

## Organigramma societario
Area tecnica
- Preparatori atletici:
- Allenatore in seconda: Michael Henke, Sebastian Hille, Stefan Kleineheismann
- Preparatore dei portieri: Marco Kostmann
- Analisi video: Timur Nakip, Rafael Ramos-Gameiro
- Allenatore: Ulrich Forte, Marco Kostmann

## Calciomercato

### Sessione estiva
| Acquisti | Acquisti             | Acquisti       | Acquisti |
| R.       | Nome                 | da             | Modalità |
| -------- | -------------------- | -------------- | -------- |
| D        | Andrés Andrade       | LASK           |          |
| C        | Edimilson Fernandes  | Magonza        |          |
| D        | Lennart Czyborra     | Genoa          |          |
| P        | Stefanos Kapino      | Werder Brema   |          |
| C        | Patrick Wimmer       | Austria Vienna |          |
| A        | Robin Hack           | Norimberga     |          |
| C        | Alessandro Schöpf    | Schalke 04     |          |
| D        | Guilherme Ramos      | Feirense       |          |
| A        | Florian Krüger       | Erzgebirge Aue |          |
| A        | Bryan Lasme          | Sochaux        |          |
| A        | Sebastian Müller     | Osnabrück      |          |
| A        | Noel Niemann         | Türkgücü       |          |
| A        | Janni-Luca Serra     | Holstein Kiel  |          |
| C        | Sebastian Vasiliadis | Paderborn      |          |

| Cessioni | Cessioni           | Cessioni               | Cessioni |
| R.       | Nome               | a                      | Modalità |
| -------- | ------------------ | ---------------------- | -------- |
| C        | Christian Gebauer  | Ingolstadt 04          |          |
| D        | Mike van der Hoorn | Utrecht                |          |
| P        | Oscar Linnér       | Brescia                |          |
| C        | Marcel Hartel      | St. Pauli              |          |
| C        | Jomaine Consbruch  | Eintracht Braunschweig |          |
| A        | Sebastian Müller   | Eintracht Braunschweig |          |
| A        | Noel Niemann       | Hartberg               |          |
| A        | Sergio Córdova     | Augusta                |          |
| C        | Ritsu Dōan         | PSV                    |          |
| C        | Jóan Edmundsson    | SK Beveren             |          |
| D        | Anderson Lucoqui   | Magonza                |          |
| C        | Arne Maier         | Hertha Berlino         |          |
| A        | Sven Schipplock    | Stoccarda II           |          |
| C        | Nils Seufert       | Greuther Fürth         |          |
| C        | Cebio Soukou       | Sandhausen             |          |
| C        | Michel Vlap        | Anderlecht             |          |
| A        | Andreas Voglsammer | Union Berlino          |          |

### Sessione invernale
| Acquisti | Acquisti     | Acquisti       | Acquisti |
| R.       | Nome         | da             | Modalità |
| -------- | ------------ | -------------- | -------- |
| D        | George Bello | Atlanta United |          |
| C        | Burak İnce   | Altınordu      |          |

| Cessioni | Cessioni            | Cessioni   | Cessioni |
| R.       | Nome                | a          | Modalità |
| -------- | ------------------- | ---------- | -------- |
| C        | Edimilson Fernandes | Young Boys |          |
| D        | Lennart Czyborra    | Genoa      |          |

## Risultati

### Bundesliga

#### Girone di andata
| Bielefeld 14 agosto 2021, ore 15:30 CEST 1ª giornata | Arminia Bielefeld | 0 – 0 referto | Friburgo | SchücoArena (13 750 spett.)\| Arbitro: \| Jablonski \| |
| Arbitro:                                             | Jablonski         |               |          |                                                        |

| Arbitro: | Schlager |

|                   |           |          |
| Hrgota 50’ (rig.) | Marcatori | 45’ Klos |

| Arbitro: | Dankert |

|            |           |           |
| Wimmer 86’ | Marcatori | 22’ Hauge |

| Arbitro: | Stegemann |

|                             |           |             |
| Stindl 35’, 69’ Zakaria 72’ | Marcatori | 45’ Okugawa |

| Bielefeld 18 settembre 2021, ore 15:30 CEST 5ª giornata | Arminia Bielefeld | 0 – 0 referto | Hoffenheim | SchücoArena (13 750 spett.)\| Arbitro: \| Ittrich \| |
| Arbitro:                                                | Ittrich           |               |            |                                                      |

| Arbitro: | Fritz |

|             |           |  |
| Behrens 88’ | Marcatori |  |

| Arbitro: | Zwayer |

|  |           |                                               |
|  | Marcatori | 18’ Diaby 24’, 57’ Schick 90’ (rig.) Demirbay |

| Arbitro: | Schröder |

|            |           |             |
| Oxford 19’ | Marcatori | 77’ Laursen |

| Arbitro: | Brand |

|                 |           |                                           |
| Klos 87’ (rig.) | Marcatori | 31’ (rig.) Can 45’ Hummels 72’ Bellingham |

| Arbitro: | Dankert |

|             |           |                      |
| Laursen 42’ | Marcatori | 25’ Lee 69’ Burkardt |

| Arbitro: | Dingert |

|  |           |             |
|  | Marcatori | 19’ Okugawa |

| Arbitro: | Petersen |

|                             |           |                         |
| Okugawa 11’ Klos 54’ (rig.) | Marcatori | 62’ Weghorst 63’ Nmecha |

| Arbitro: | Fritz |

|          |           |  |
| Sané 71’ | Marcatori |  |

| Arbitro: | Brych |

|           |           |           |
| Lasme 59’ | Marcatori | 17’ Özcan |

| Arbitro: | Welz |

|                       |           |  |
| Jovetić 53’ Selke 90’ | Marcatori |  |

| Arbitro: | Brand |

|                        |           |  |
| Okugawa 51’ Wimmer 69’ | Marcatori |  |

| Arbitro: | Willenborg |

|  |           |                       |
|  | Marcatori | 57’ Serra 75’ Okugawa |

#### Girone di ritorno
| Arbitro: | Osmers |

|                      |           |                       |
| Haberer 6’ Jeong 46’ | Marcatori | 60’ Okugawa 87’ Lasme |

| Arbitro: | Dingert |

|                       |           |                          |
| Okugawa 8’ Castro 83’ | Marcatori | 35’ Leweling 67’ Nielsen |

| Arbitro: | Reichel |

|  |           |                      |
|  | Marcatori | 5’ Wimmer 27’ Schöpf |

| Arbitro: | Cortus |

|           |           |          |
| Serra 19’ | Marcatori | 38’ Pléa |

| Arbitro: | Hartmann |

|                       |           |  |
| Hübner 22’ Rutter 51’ | Marcatori |  |

| Arbitro: | Schlager |

|             |           |  |
| Okugawa 53’ | Marcatori |  |

| Arbitro: | Petersen |

|                           |           |  |
| Alario 30’ Diaby 57’, 81’ | Marcatori |  |

| Arbitro: | Brych |

|  |           |               |
|  | Marcatori | 50’ Caligiuri |

| Arbitro: | Dankert |

|          |           |  |
| Wolf 21’ | Marcatori |  |

| Arbitro: | Zwayer |

|                                                                   |           |  |
| Burkardt 1’, 75’ (rig.) Niakhaté 65’ (rig.) Ingvartsen 79’ (rig.) | Marcatori |  |

| Arbitro: | Ittrich |

|            |           |                      |
| Krüger 59’ | Marcatori | 25’ (rig.) Kalajdžić |

| Arbitro: | Brand |

|                                      |           |  |
| Nmecha 11’, 38’ Arnold 48’ Kruse 53’ | Marcatori |  |

| Arbitro: | Jöllenbeck |

|  |           |                                           |
|  | Marcatori | 10’ (aut.) Laursen 45’ Gnabry 85’ Musiala |

| Arbitro: | Stieler |

|                                  |           |                   |
| Uth 3’ Modeste 43’ Thielmann 86’ | Marcatori | 33’ (aut.) Hübers |

| Arbitro: | Aytekin |

|             |           |             |
| Nilsson 90’ | Marcatori | 54’ Tousart |

| Arbitro: | Schröder |

|                             |           |             |
| Polter 22’ Bello 89’ (aut.) | Marcatori | 35’ Nilsson |

| Arbitro: | Siebert |

|           |           |           |
| Serra 70’ | Marcatori | 90’ Orbán |

### Coppa di Germania
| Arbitro: | Hartmann |

|                                             |           |                                                           |
| Knežević 14’ Maderer 52’ Nilsson 68’ (aut.) | Marcatori | 11’ Laursen 28’ Klos 51’, 85’ Lasme 73’ Nilsson 79’ Kunze |

| Arbitro: | Stegemann |

|                                          |           |                     |
| Burkardt 53’ Onisiwo 59’ Ingvartsen 114’ | Marcatori | 2’ Okugawa 89’ Klos |

## Statistiche

### Statistiche di squadra
| Competizione      | Punti | In casa | In casa | In casa | In casa | In casa | In casa | In trasferta | In trasferta | In trasferta | In trasferta | In trasferta | In trasferta | Totale | Totale | Totale | Totale | Totale | Totale | DR  |
| Competizione      | Punti | G       | V       | N       | P       | Gf      | Gs      | G            | V            | N            | P            | Gf           | Gs           | G      | V      | N      | P      | Gf     | Gs     | DR  |
| ----------------- | ----- | ------- | ------- | ------- | ------- | ------- | ------- | ------------ | ------------ | ------------ | ------------ | ------------ | ------------ | ------ | ------ | ------ | ------ | ------ | ------ | --- |
| Bundesliga        | 28    | 17      | 2       | 10      | 5       | 15      | 23      | 17           | 3            | 3            | 11           | 12           | 30           | 34     | 5      | 13     | 16     | 27     | 53     | -26 |
| Coppa di Germania | -     | 0       | 0       | 0       | 0       | 0       | 0       | 2            | 1            | 0            | 1            | 8            | 6            | 2      | 1      | 0      | 1      | 8      | 6      | +2  |
| Totale            | 28    | 17      | 2       | 10      | 5       | 15      | 23      | 19           | 4            | 3            | 12           | 20           | 36           | 36     | 6      | 13     | 17     | 35     | 59     | -24 |

### Andamento in campionato
| Giornata  | 1  | 2  | 3  | 4  | 5  | 6  | 7  | 8  | 9  | 10 | 11 | 12 | 13 | 14 | 15 | 16 | 17 | 18 | 19 | 20 | 21 | 22 | 23 | 24 | 25 | 26 | 27 | 28 | 29 | 30 | 31 | 32 | 33 | 34 |
| --------- | -- | -- | -- | -- | -- | -- | -- | -- | -- | -- | -- | -- | -- | -- | -- | -- | -- | -- | -- | -- | -- | -- | -- | -- | -- | -- | -- | -- | -- | -- | -- | -- | -- | -- |
| Luogo     | C  | T  | C  | T  | C  | T  | C  | T  | C  | C  | T  | C  | T  | C  | T  | C  | T  | T  | C  | T  | C  | T  | C  | T  | C  | T  | T  | C  | T  | C  | T  | C  | T  | C  |
| Risultato | N  | N  | N  | P  | N  | P  | P  | N  | P  | P  | V  | N  | P  | N  | P  | V  | V  | N  | N  | V  | N  | P  | V  | P  | P  | P  | P  | N  | P  | P  | P  | N  | P  | N  |
| Posizione | 11 | 13 | 12 | 14 | 13 | 16 | 16 | 17 | 17 | 17 | 17 | 17 | 17 | 17 | 17 | 17 | 17 | 17 | 16 | 14 | 15 | 15 | 14 | 14 | 15 | 15 | 17 | 16 | 16 | 17 | 17 | 17 | 17 | 17 |

Legenda:

Luogo: C = Casa; T = Trasferta. Risultato: V = Vittoria; N = Pareggio; P = Sconfitta.

### Statistiche dei giocatori
| Giocatore        | Bundesliga | Bundesliga | Bundesliga  | Bundesliga | Coppa di Germania | Coppa di Germania | Coppa di Germania | Coppa di Germania | Totale   | Totale | Totale      | Totale     |
| Giocatore        | Presenze   | Reti       | Ammonizioni | Espulsioni | Presenze          | Reti              | Ammonizioni       | Espulsioni        | Presenze | Reti   | Ammonizioni | Espulsioni |
| ---------------- | ---------- | ---------- | ----------- | ---------- | ----------------- | ----------------- | ----------------- | ----------------- | -------- | ------ | ----------- | ---------- |
| A. Andrade       | 17         | 0          | 4           | 0          | 1                 | 0                 | 0                 | 0                 | 18       | 0      | 4           | 0          |
| K. Bauer         | 0          | 0          | 0           | 0          | 0                 | 0                 | 0                 | 0                 | 0        | 0      | 0           | 0          |
| G. Bello         | 10         | 0          | 0           | 0          | 0                 | 0                 | 0                 | 0                 | 10       | 0      | 0           | 0          |
| C. Brunner       | 27         | 0          | 6           | 0          | 1                 | 0                 | 0                 | 0                 | 28       | 0      | 6           | 0          |
| G. Castro        | 12         | 1          | 0           | 0          | 0                 | 0                 | 0                 | 0                 | 12       | 1      | 0           | 0          |
| V. Cherny        | 0          | 0          | 0           | 0          | 0                 | 0                 | 0                 | 0                 | 0        | 0      | 0           | 0          |
| L. Czyborra      | 4          | 0          | 1           | 0          | 1                 | 0                 | 0                 | 0                 | 5        | 0      | 1           | 0          |
| N. De Medina     | 19         | 0          | 2           | 0          | 2                 | 0                 | 0                 | 0                 | 21       | 0      | 2           | 0          |
| C. Dogan         | 0          | 0          | 0           | 0          | 0                 | 0                 | 0                 | 0                 | 0        | 0      | 0           | 0          |
| E. Fernandes     | 7          | 0          | 0           | 0          | 1                 | 0                 | 0                 | 0                 | 8        | 0      | 0           | 0          |
| J. Frommann      | 0          | 0          | 0           | 0          | 0                 | 0                 | 0                 | 0                 | 0        | 0      | 0           | 0          |
| C. Gebauer       | 0          | 0          | 0           | 0          | 1                 | 0                 | 0                 | 0                 | 1        | 0      | 0           | 0          |
| R. Hack          | 30         | 0          | 2           | 0          | 1                 | 0                 | 0                 | 0                 | 31       | 0      | 2           | 0          |
| M. Hartel        | 0          | 0          | 0           | 0          | 0                 | 0                 | 0                 | 0                 | 0        | 0      | 0           | 0          |
| S. Kapino        | 1          | 0          | 0           | 0          | 0                 | 0                 | 0                 | 0                 | 1        | 0      | 0           | 0          |
| F. Klos          | 25         | 3          | 2           | 1          | 2                 | 2                 | 1                 | 0                 | 27       | 5      | 3           | 1          |
| F. Krüger        | 27         | 1          | 0           | 0          | 2                 | 0                 | 0                 | 0                 | 29       | 1      | 0           | 0          |
| F. Kunze         | 22         | 0          | 9           | 0          | 1                 | 1                 | 0                 | 0                 | 23       | 1      | 9           | 0          |
| B. Lasme         | 23         | 2          | 2           | 0          | 2                 | 2                 | 0                 | 0                 | 25       | 4      | 2           | 0          |
| J. Laursen       | 24         | 2          | 1           | 0          | 1                 | 1                 | 1                 | 0                 | 25       | 3      | 2           | 0          |
| O. Linnér        | 0          | 0          | 0           | 0          | 0                 | 0                 | 0                 | 0                 | 0        | 0      | 0           | 0          |
| J. Nilsson       | 31         | 2          | 5           | 0          | 1                 | 1                 | 0                 | 0                 | 32       | 3      | 5           | 0          |
| M. Okugawa       | 33         | 8          | 0           | 0          | 2                 | 1                 | 0                 | 0                 | 35       | 9      | 0           | 0          |
| S. Ortega        | 33         | 0          | 1           | 0          | 2                 | 0                 | 0                 | 0                 | 35       | 0      | 1           | 0          |
| A. Pieper        | 27         | 0          | 2           | 0          | 2                 | 0                 | 2                 | 0                 | 29       | 0      | 4           | 0          |
| M. Prietl        | 26         | 0          | 3           | 0          | 2                 | 0                 | 1                 | 0                 | 28       | 0      | 4           | 0          |
| G. Ramos         | 13         | 0          | 1           | 0          | 2                 | 0                 | 1                 | 0                 | 15       | 0      | 2           | 0          |
| A. Schulz        | 0          | 0          | 0           | 0          | 0                 | 0                 | 0                 | 0                 | 0        | 0      | 0           | 0          |
| A. Schöpf        | 31         | 1          | 1           | 1          | 2                 | 0                 | 1                 | 0                 | 33       | 1      | 2           | 1          |
| J. Serra         | 26         | 3          | 1           | 0          | 1                 | 0                 | 0                 | 0                 | 27       | 3      | 1           | 0          |
| S. Vasiliadis    | 19         | 0          | 3           | 0          | 0                 | 0                 | 0                 | 0                 | 19       | 0      | 3           | 0          |
| P. Wimmer        | 31         | 3          | 7           | 0          | 1                 | 0                 | 0                 | 0                 | 32       | 3      | 7           | 0          |
| M. van der Hoorn | 1          | 0          | 0           | 0          | 1                 | 0                 | 0                 | 0                 | 2        | 0      | 0           | 0          |
| B. İnce          | 5          | 0          | 0           | 0          | 0                 | 0                 | 0                 | 0                 | 5        | 0      | 0           | 0          |